# Балканский полоз
Балканский полоз (лат. Hierophis gemonensis) — вид змей рода стройные полозы семейства ужеобразных.
Общая длина достигает 1 м, максимальная — до 1,3 м. Голова маленькая с большими глазами, круглыми зрачками. Туловище стройное с гладкой чешуёй. Окраска оливково-коричневого цвета с тёмными пятнами, особенно заметными в передней части тела.
Обитает в сухих, каменистых местах с низкорослым кустарником (маквис), а также на плантациях винограда и оливы, в садах и на руинах на высоте до 1400 метров над уровнем моря. Активен днём. Питается ящерицами и крупными насекомыми, а также птенцами и мелкими млекопитающими.
Яйцекладущая змея. Самка откладывает от 4 до 10 яиц. Через 60—70 дней появляются детёныши длиной в среднем 15 см.
Вид распространён в северо-восточной Италии, Греции, на восточном побережье Адриатики (Хорватия, Черногория, Албания).